# Toledo (Spanien)
 For alternative betydninger, se Toledo. (Se også artikler, som begynder med Toledo)
Toledo er en by i det centrale Spanien, omkring 75 kilometer syd for Madrid. Den er hovedstad i provinsen Toledo og i den selvstyrende del Castilien-La Mancha. Befolkningstallet lå i 2015 på 75.578.

## Verdensarv fra 1986
Toledos historiske bymidte ligger på en halvø nord for floden Tajo. I 1986 udpegede UNESCO halvøen og en smal landstribe langs flodens modsatte bred som kulturel verdensarv.

## Natur
Toledo ligger på en klippetop og er på tre sider omgivet af floden Tajo, som snor sig i en dyb slugt. Byen er på denne måde strategisk placeret, fordi den har en naturlig vandgrav i form af floden Tajo.
Der er rig mulighed for at være aktiv i naturen både med vandreture, cykling, ridestier, kano, klatring, bungee jumping, paragliding, jagt og fiskeri. 
Ved foden af bjerget ligger parken Parque Nacional de Cabañeros, der er et fredet område med skov og store åbne vidder. I området Los Navalucillos inde i parken ligger det mere end 15 meter høje vandfald "El Chorro".
I området Burujón, cirka 30 kilometer vest for Toledo findes et af de smukkeste naturområder i hele provinsen. Det er Barrancas de Burujón, som er kløfter skåret ind i leret som følge af erosion forårsaget af floden Tajo samt påvirkningen fra vind og vejr i de seneste 25 millioner år. 
Toledos omegn er især kendt for sine vindmøller, og at det var her, Cervantes fortælling om Don Quijote udspillede sig.

## Historie

### Ældre historie
Toledo har været befolket siden bronzealderen, men fik først for alvor betydning i Romertiden, da byen blev et kommercielt og administrativt center i den romerske provins Tarraconensis. 
Efter det romerske imperiums fald blev Toledo hovedstad for det visigotiske Spanien med Liuvigild som konge. Toledo var hovedstaden i Spanien indtil Mauerne besejrede Iberia i 700-tallet. 
Toledo havde sin gyldne tid under Córdoba-kalifatet. Det blev en meget stor kosmopolisk by med en overvejende etniske muslimsk (Muladi) befolkning. Denne omfattende periode er bedre kendt som La Convivencia (711-1492), der kan oversættes til ”sameksistensen", hvor jøder, kristne og muslimer levede fredeligt sammen i byen. Under det arabiske styre blev Toledo kaldt Tulaytulah (Arabic طليطلة). Efter kalifatets fald, blev Toledo hovedstad for et af de rigeste taifa (muslimske kongedømmer i Al-Andalusien), og på grund af den centrale placering i den Iberiske halvø, fik Toledo en central position i kampene mellem muslimske og kristne regenter i det nordlige Spanien. Da Alfonso VI af Castilien erobrede Toledo, var det første gang, en stor by i Al-Andalusien var faldet til kristne styrker.  
Den 25. maj 1085 fik Alfonso VI af Castilien direkte og personlig kontrol over den Mauriske by i Toledo og afsluttede dermed Taifas herredømme i Toledo. Dette var det første konkrete skridt taget af de kristne styrker, der hørte under det kombinerede kongerige mellem Leon-Castilien i La Reconquista (Generobringen). Efter den castilianske sejr, forblev Toledo et vigtigt kulturelt samlingspunkt. De arabiske biblioteker blev ikke plyndret, og man oprettede et oversættelsescenter, hvor arabiske bøger blev oversat fra arabisk eller hebraisk til spansk af arabiske eller jødiske lærde og fra spansk til latin af castilianske lærde. På denne måde blev viden, som længe havde været gemt i de arabiske skrifter, spredt i det kristne Europa igen. 
I 1500-tallet var Toledo i noget tid hovedstaden i Castilien, og byen blomstrede, men da den spanske domstol blev flyttet, først til Valladolid og siden til Madrid, mistede byen dens betydning ind til sidst i 1900-tallet, hvor den blev hovedstad for den selvstyrende Castilien-La Mancha-region. I dag er Toledo, takket være sin rige arv, en af Spaniens mest berømte og mest besøgte byer.

### Nyere historie
Efter udbruddet af den spanske borgerkrig forblev byen i den republikanske zone. El Alcázar som var hjemsted for Academia de Infantería, blev belejret af en modstandsgruppe ledet af Oberst Moscardo fra den 21. juli, 1936, indtil General Varelas tropper ankom den 27. september samme år. Dette blev i vid udtrækning brugt som Franco-propaganda. Efter belejringen af El Alcázar var borgen fuldstændig ødelagt. Borgen er senere blevet genopbygget i sin helhed. 
Vold og undertrykkelse mellem tilhængere fra hver side var kendetegnende for både krigen og efterkrigstiden. Byen var stadig under republikansk kontrol, og der forekom ofte henrettelse, hvis der var blot en lille mistanke til, at en person tilhørte den katolske kirke. Der var en konstant tilstand af krig i byen og i området omkring El Alcázar. Fejlbombninger forårsagede også stor ravage. Indtil december 1936 levede byen i en tilstand af terror, som gik ud over alle de borgere, som ikke samarbejdede med de nationale tropper. Blandt andet blev der på hospitalerne henrettet kvinder og sårede militsmænd. 
Byen blev officielt valgt hovedstad i den selvstændige region Castilien-La Mancha, efter en afstemning i Parlamentet den 7. december 1983.

## Religion
Mange ser Toledo som den spirituelle hovedstad af den Iberiske Halvø. Toledo har en kulturel gobelin dannet over de sidste årtusinder igennem sammeneksistensen og kampen mellem muslimer, kristne og jøder. I dag gemmer Toledos labyrint-system af gader på en kompleks mosaik af religioner og kulturer. 
Selvom Toledo havde været en by, hvor tre religioner levede side om side, satte de romersk-katolske en stopper for det i 1492. De begyndte at tvinge muslimer og jøder til enten at konvertere til kristendommen eller forlade Spanien. Den spanske inkvisition førte til udpræget forskelsbehandling og endda udvisning af landet for muslimer og jøder. Dette fortsatte indtil 1800-tallet, da oplysningstiden kom til og løste problemet. Toledo trives nu som en turistdestination, hvor kristne, muslimer og jøder lever sammen nogenlunde i harmoni.

## Kultur

### Seværdigheder
Toledo er rig på kultur og blev i 1940 udnævnt til at være en historisk og kunstnerisk by. Til de mest populære attraktioner hører:
- Castillo De San Servando: Et slot fra middelalderen nær Tajo-flodens bred.
- Den gotiske katedral fra 1200-tallet.
- Monasterio de San Juan de los Reyes er fra det 1400-tallet.
- Museumshospitalet i Santa Cruz er fra det 1500-tallet.
- El Greco museet er en rekonstruktion af kunstneren El Grecos hjem, som gik tabt for flere århundreder tilbage. I huset Udstilles kopier af mange af hans vigtige malerier
- Santa María la Blanca er den ældste synagoge i Europa, som stadig er intakt. Den er opført i mudéjar* og er i dag ejet af den katolske kirke.
- Transitos synagoge, der ligger i det jødiske nabolag, rummer byens spansk-jødiske museum.
- Santiago del Arrabals kirke er bygget i mudejar-byggestil.
- Santo Tomes kirke er fra det 1300-tallet. Her hænger El Grecos berømte kunstværk ”Burial of Count Orgaz”.
- El Cristo de la Luz, en lille moské bygget i 999 og senere udvidet til en kirke.
- Galiana-paladset er bygget i det 1200-tallet i mudejar-stil.
- Tornerías-moskeen, bygget i 1000-tallet.
- Det nuværende Alcázar-fort fra 1500-tallet er bygget på det højeste sted i byen med udsyn over Toledo. Fra 2009 har det også rummet en udstilling  af genstande fra militærmuseet.
- Puerta del Sol, bygget af riddere i 1300-tallet i mudejar-stil.
- Byporten Puerta Nueva de Bisagra anlagt af Alonso de Covarrubias i det 1500-tallet i mudejar-stil.
- Puerta del Cambrón stammer fra muslimerne og er bygget i det 1500-tallet.
- San Román er et museum om med udstillinger om visigotisk kultur.

- Mudejar-stilen har specifikke kendetegn som fx hesteskoformede buer og udskåren stuk.

### Fejringen af Jesu Kristi legeme
Fejringen af Jesu Kristi Legeme, Corpus Christi, er en katolsk fest, som siden 1595 er blevet fejret hvert år den 9. torsdag efter den hellige uge i påsken, og nogle steder også den efterfølgende søndag
Det er en meget vigtig festival for toledanerne og andre spanske katolikker, men finder dog også sted i andre spanske byer.
Grunden til, at festivalen er så vigtig lige i Toledo, er, at man begyndte at fejre festivalen, fordi katedralen i Toledo blev udnævnt til Spaniens hovedkatedral. I Spanien, hvor katolicismen er meget udbredt, er det en meget stor ære, fordi ærkebiskoppen sidder i hovedkatedralen. Andre vigtige personligheder er ledere af broderskaberne og civile autoriteter kommer også i hovedkatedralen.
Et par dage inden festivalen begynder, er der store forberedelser i gaderne omkring kirken og på den rute, som processionen følger. Husene prydes til lejligheden med flag og antikke stoffer, og jorden dækkes med blomster og velduftende urter som timian, lavendel og rosmarin. 
Aftenen før Corpus Christi afholder de forskellige broderskaber og lav deres egne arrangementer med tildeling af medaljer eller optagelse af nye medlemmer. Om dagen er der festligheder i byen, musiktrupper spiller i gaderne, og ’Tarasca,’ drageskulpturen bliver bragt ud i en ’miniprocession’.
Dagen efter finder selve den spektakulære procession sted, overvåget af ærkebiskoppen. Under processionen bliver den imponerende guldmonstrans af Enrique de Arfe taget ud af katedralen for sammen med andre værdifulde skatte at blive eskorteret af det royale broderskab af adelsmænd fra Illescas i røde dragter, de mozarabiske riddere i blå dragter, ridderne af den Hellige Grav klædt i hvidt og ridderne af Jesu Kristi Legeme klædt i grønt.

### Sport
Toledos fodboldklub, Club Deportive Toledo, blev grundlagt i 1928, og holdet spiller i grønne trøjer og hvide shorts eller hvide trøjer og grønne shorts. På klubbens stadion, Estadio Salto del Caballo, er der plads til 5.300 tilskuere. Størst succes havde holdet i 1991/1993, hvor de sluttede på 3. pladsen i 2. division b. Og i 2000-2001 sluttede holdet som nummer 4. 
Sportsklubber: Håndbold, Basket, Fodbold DC Toledo
Toledo har et håndboldhold og to basketballhold. Den ældste, CIS Toledo, er blevet rykket op og ned i den nationale og regionale liga. Atletik er også populært i Toledo, særligt cross-country-løb, mens klubbens resultater i andre disciplilner er middelmådige. Cykling er også udbredt. ”Den Spanske Ørn”, Federico Bahamontes, vandt Tour de France i 1959. Volleyballklubben i Toledo spiller i Madrid's Primera Liga.

### Gastronomi
Toledos køkken er et castellanomanchegas-køkken, bygget på traditioner og tæt knyttet til jagt og husdyrhold. En hel del af opskrifter er resultatet af en kombination af maurisk og kristen tradition.
Byens specialiteter omfatter stegt lam eller gryderetter, som cuchifrito og bønner med stegt agerhøne agerhøns den carcamusas, krummer, grød og æggekage Mancha lean. To af de fødevarer, der har bragt berømmelse til byen Toledo er Manchego ost og marcipan. Marcipan er den mest berømte dessert i Toledo. En anden form for mandel-baseret slik er Turrón, der også er kendt form for juleslik. Landbruget i Toledo byder på korn, solsikker, oliven og grøntsager.

## Offentlig transport
For turister er der mulighed for sightseeing i Zocotren, som er et lille tog, der giver guidede ture rundt i byen. 
Desuden er der taxaer til en overkommelig pris, men man skal være opmærksom på, at de færreste taxachauffører taler engelsk. 
 Der er for få eller ingen kildehenvisninger i denne artikel, hvilket er et problem. Du kan hjælpe ved at angive troværdige kilder til de påstande, som fremføres i artiklen.

- Wikimedia Commons har flere filer relateret til Toledo (Spanien)